# Seven Falcon
Le Seven Falcon est un navire de ravitaillement offshore et de soutien à la plongée qui appartient à l'entreprise de services offshore Subsea 7. Il navigue sous le pavillon de l'île de Man et son port d'attache est Ramsey.

## Histoire
Seven Falcon est équipé d'une grue principale d'une capacité de 250 tonnes et de deux grues auxiliaires de 40 et 10 tonnes. Son pont de travail d'une superficie de 1.050 m² est conçu pour une charge maximale de 10 tonnes/m². 
Il dispose de 2 systèmes de plongée en saturation (cloche pour 24 personnes). Le navire dispose de deux sous-marins télécommandés (ROV) capables d'effectuer des tâches à des profondeurs allant jusqu'à 1.500 mètres (OBSROV Lynx ) et 3.000 mètres (WROV Hercules ).
Le déplacement sur zone d'exécution des travaux est effectué à une vitesse opérationnelle de 14 nœuds. La précision de l'installation est assurée par le système de positionnement dynamique. La centrale de propulsion se compose de huit moteurs dieselo-étlectrique Caterpillar.
Il dispose à bord de cabines pour 140 personnes. La livraison du personnel et de la cargaison peut être effectuée à l'aide de l'hélipad, qui est conçu pour recevoir des hélicoptères de type Sikorsky S-92.

### Articles externes
- Seven Falcon - Site marinetraffic

- Seven Seas - Site Flotte Subsea 7
- Seven Falcon - Site Subsea 7